# Blauwe reiger (muurschildering)
Blauwe reiger (Grey heron) is een kunstwerk in Amsterdam-Zuid.
De muurschildering is het werk van de van oorsprong Belgische kunstenares Adele Renault (geboren 1988). Het kunstwerk werd in 2018 aangebracht op een deels blinde muur van het gebouw Albert Cuypstraat 2-6 / Ruysdaelkade in Amsterdam. Het gebouw is binnen Amsterdam beter bekend als Moppesgebouw, vernoemd naar de voormalige diamantslijperij Moppes, die hier tot 2005 gevestigd was. Daarna werd er na een grote verbouwing een hotel in gevestigd "Sir Albert", dat een grote muurschildering liet aanbrengen met tekst van Benjamin Disraeli. De witte tekst was aangebracht in een zwart kader in een verder wit geschilderde gevel.
In 2018 werd in verband met het vijfjarig bestaan van het hotel besloten de schildering te vernieuwen. Er werd gekozen voor een afbeelding van een blauwe reiger van kunstenares Adele Renault. Zij moest aan de slag vanuit een hoogwerker om het drie verdiepingen grote kunstwerk op de gevel te schilderen. Deze kunstenares is gespecialiseerd in het afbeelden van duiven en mensen, die van Hollywood tot Moskou te zien zijn geweest. Voor deze gevel maakte ze een uitzondering. De blauwe reiger is een veel geziene gast op en nabij de Albert Cuypmarkt nabij de visstallen op de hoek met de Eerste van der Helststraat.

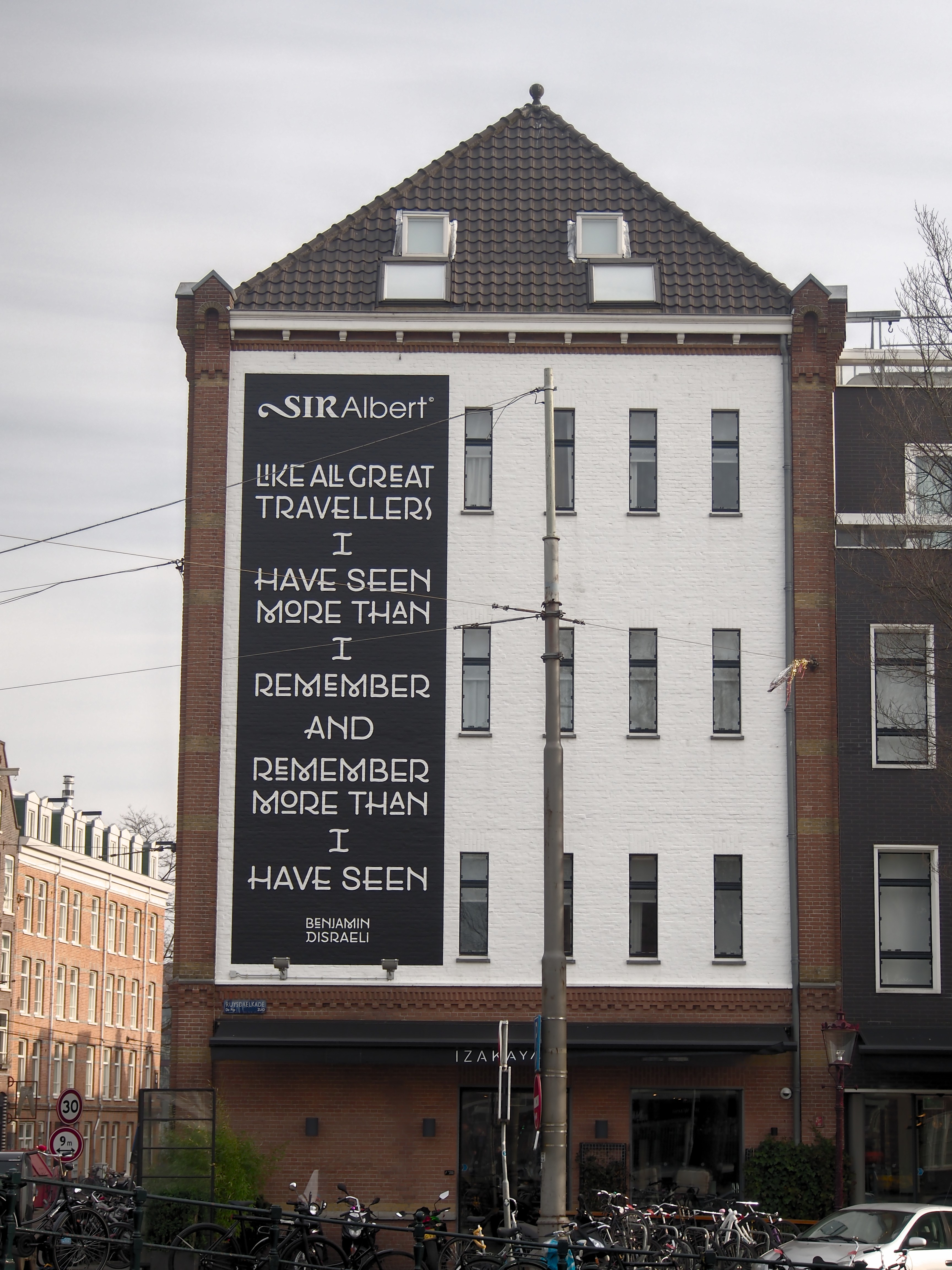
Tekst van Disraeli (februari 2018)